# Castillo de Charleval
El castillo de Charleval (en inglés: château de Charleval) fue un proyecto arquitectónico del rey Carlos IX de Francia, apenas iniciado, que deseaba edificar un gran castillo ubicado en la comuna de Charleval (Eure) (en el actual departamento de Eure en la región de Normandía). El proyecto, uno de los más ambiciosos de la época, fue abandonado en 1574 tras la muerte del rey. 

## Historia
El joven rey Carlos IX de Francia, al que gustaba la caza en el bosque de Lyon, quedó seducido por el sitio de Noyon y decidió adquirir el lugar. Expropió a los inquilinos que ocupaban la tierra donde quería asentar su nuevo castillo: el priorato de Saint-Martin fue demolido en ese momento, al igual que cuarenta y cuatro casas del hotel-Dieu. Especificó la construcción de un castillo de estilo renacentista francés. Debía ser cuatro veces más grande que el castillo de Chambord y en el naciente estilo barroco.
Los trabajos comenzaron antes de 1570, según un proyecto del arquitecto Baptiste Androuet du Cerceau, con la participación de Jean Gallia, Hieronymus Corda, André Cuarda y Guillaume Marchant. La masacre de San Bartolomé ralentizó la construcción, mientras que los jardines comenzaron a despegar. La muerte del rey el 30 de mayo de 1574 marcó el final de la construcción. Solo afloraba el primer piso de la única edificación realizada. Sin embargo, se había construido un hogar temporal, para permitir al rey residir allí en estancias cortas. Incluía dos pabellones conocidos como «du Roi» y «de la Reine». El segundo todavía permanece hoy, convertido en una vivienda perteneciente a un particular.
En el siglo XVII, el castillo, que conservaba solo los restos de los fosos y un edificio agrícola con una chimenea notable y varias esculturas, se convirtió en propiedad de Faucon de Ris, el primer presidente de la parroquia de Normandía. El único vestigio del castillo es ese edificio agrícola que conserva la chimenea que se conserva en la sala de fiestas Carlos IX.
Jacques Androuet du Cerceau, padre de Baptiste, publicó en 1579 los planos en su libro Les plus excellents bastiments de France. Los dibujos originales son conservados por el Museo Británico.

## Galería

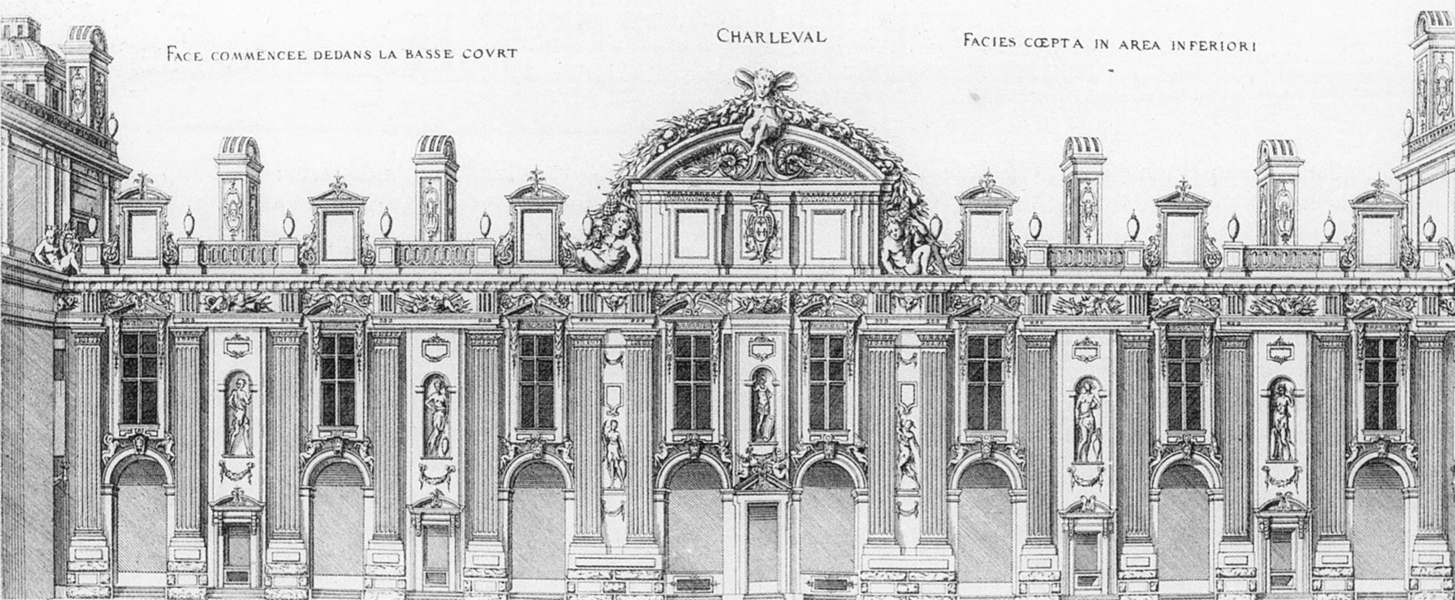
Fachada principal del château
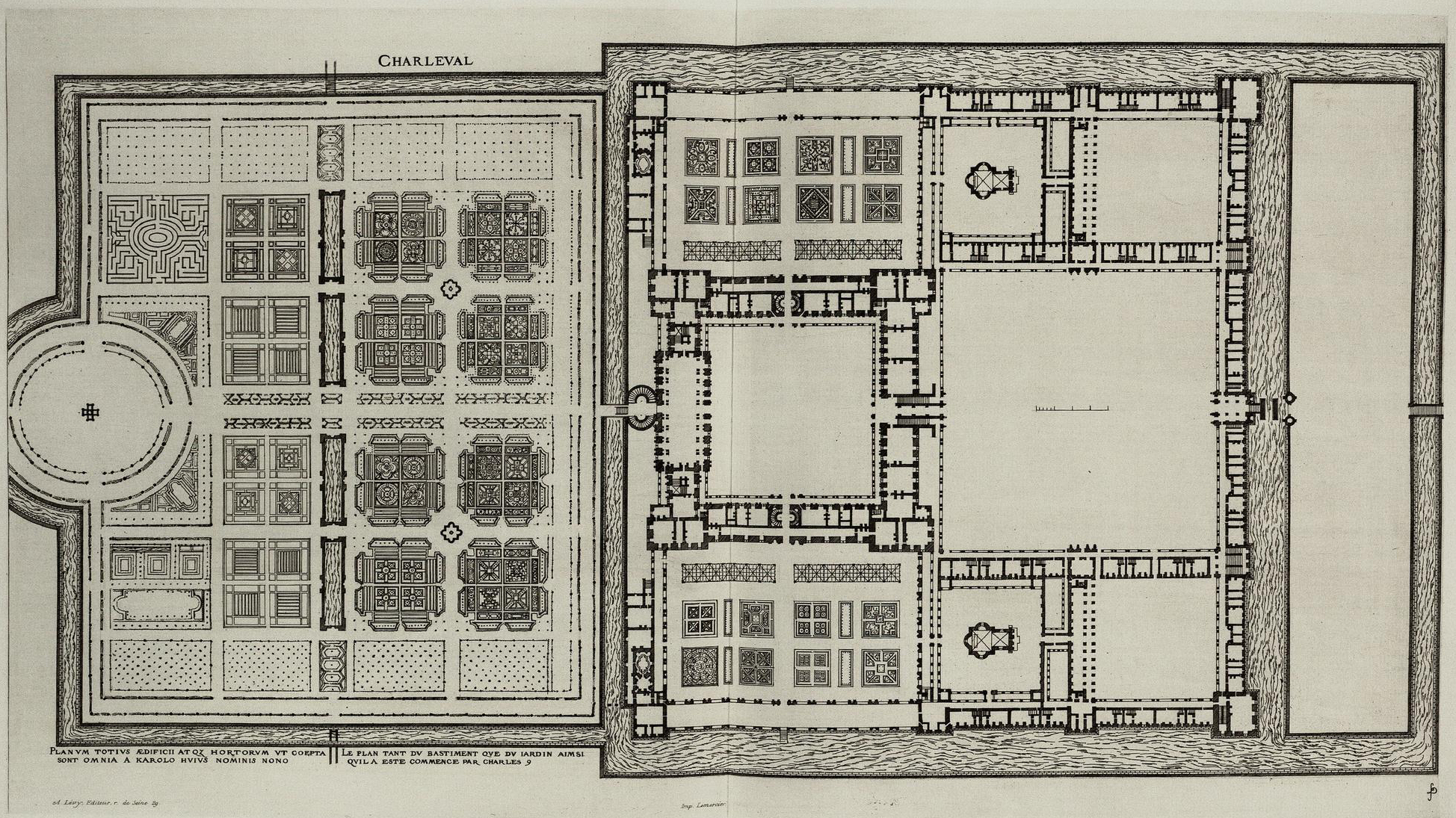
Planta del château y sus jardines
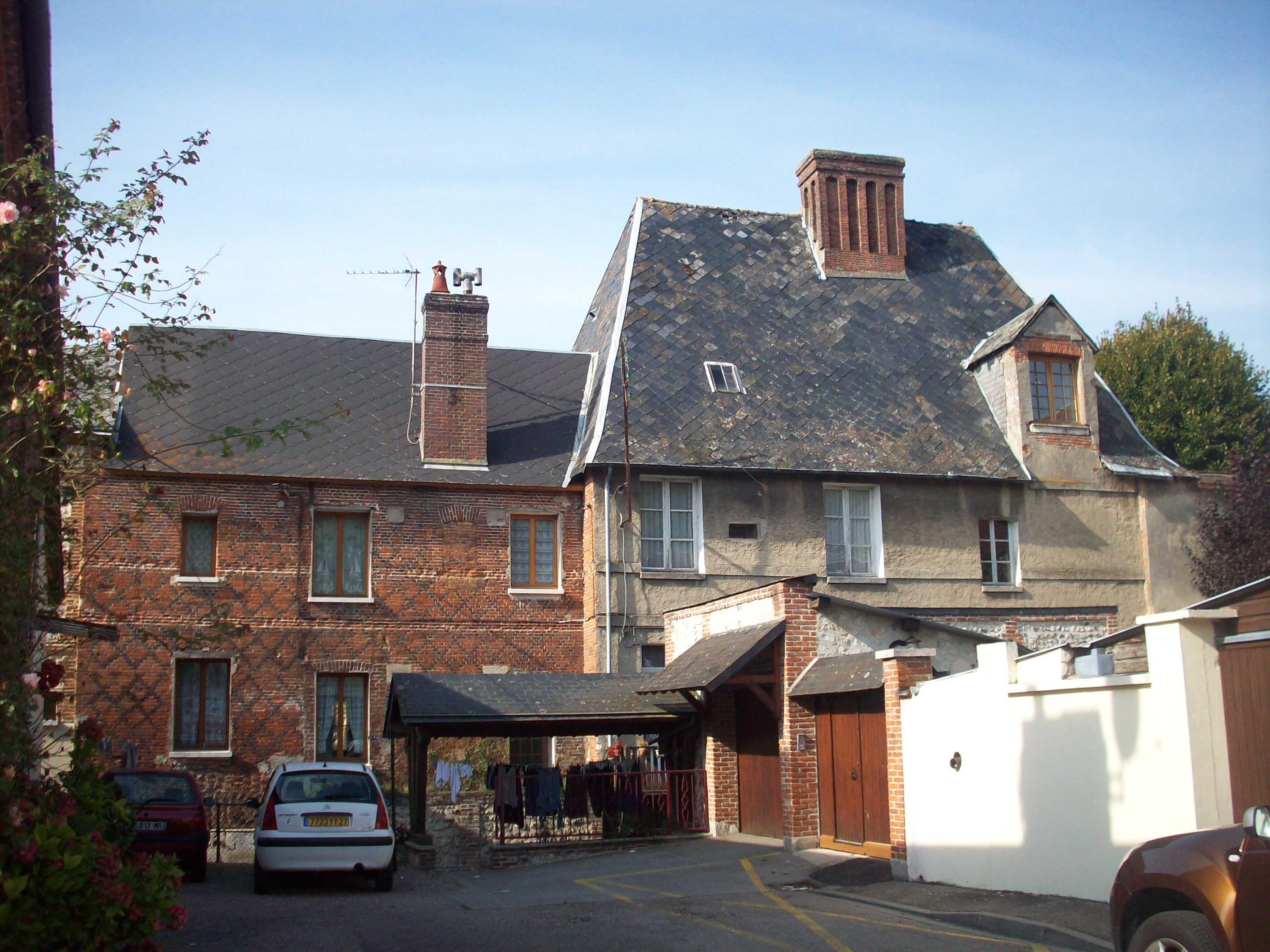
Sala Carlos IX, con su chimenea monumental